# جاك سلاتر
جاك سلاتر (بالإنجليزية: Jack Slater)‏ هو سياسي أسترالي، ولد في 3 سبتمبر 1927، وتوفي في 23 فبراير 1997. حزبياً، نشط في حزب العمال الأسترالي (فرع جنوب أستراليا) ‏. وقد انتخب Minister of Recreation and Sport ‏ (10 نوفمبر 1982 – 18 ديسمبر 1985) وفي 1975 South Australian state election ‏، انتخب عضو مجلس النواب جنوب أستراليا من الجمعية عن دائرة غيليس ‏ وقد انضم خلال فترته النيابية (30 مايو 1970 – 24 نوفمبر 1989) للكتلة البرلمانية حزب العمال الأسترالي (فرع جنوب أستراليا) ‏.